# Совон
Совон (кор. 서원) — наиболее распространённое образовательное учреждение среднего и позднего периода династии Чосон. Они были частными заведениями, сочетающие в себе функции как конфуцианского храма, так и подготовительной школы. В образовательном плане совоны преимущественно занимались подготовкой учащихся к национальному гражданскому экзамену (кваго). В большинстве случаев совоны обучали только учеников аристократического класса янбан.

## История

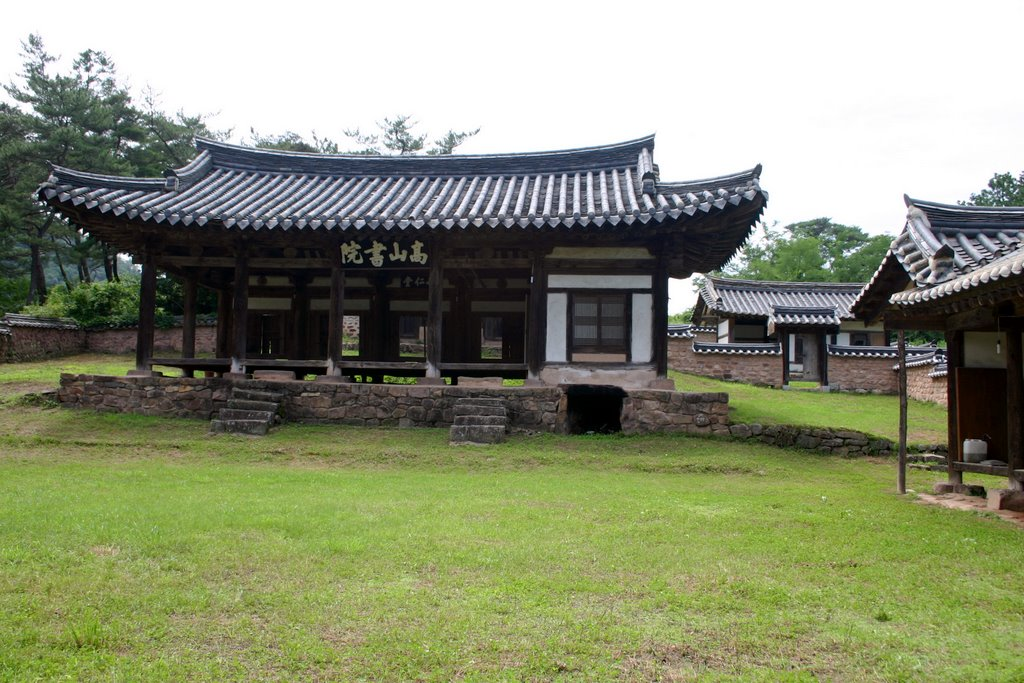
Косан-совон в Андоне провинции Кёнсан-пукто

Совоны впервые появились в ранний период династии Чосон. Хотя точная дата их введения их в образовательную систему неизвестна. В 1418 году король Седжон Великий наградил двух учёных за их работу по учреждению совонов в Кимдже и Кванджу. Первый совон, получивший королевский устав, был Сосу-совон в Пхунги под председательством Тогё, которому была дана подвесная доска от короля Мёнджона в 1550 году.
Большинство совонов было учреждено выдающимися литераторами или местной группой янбанских семей. Например, Чу Себун учредил Сосу-совон, который продолжал действовать долгое время и после смерти основателя. Некоторые совоны были построены учёными Сарим, которые ушли в деревни.
Большинство совонов было закрыто указом регента Ли Хаына в бурные годы конца XIX века. Он запретил несанкционированное строительство совонов в 1864 году, а также отменил для них налоговые льготы в 1868 году. В 1871 году он распорядился закрыть все совоны, но было закрыто небольшое количество. Провинциальные янбаны были возмущены такой мерой, и это стало одной из причин, по которой Ли Хаын был отстранён от власти в 1873 году, однако, совоны по-прежнему оставались закрытыми.